# Procraerus suturalis
Procraerus suturalis là một loài bọ cánh cứng trong họ Elateridae. Loài này được Matsumura miêu tả khoa học năm 1910.